# Lane Garrison
Lane Edward Garrison (n. 23 mai 1980) este un actor american. Este mai cunoscut publicului după apariția sa în serialul Prison Break, unde a interpretat rolul lui David "Tweener" Apolskis.